# Atoma
Atoma är det elfte studioalbumet av melodisk death metal-bandet Dark Tranquillity från Göteborg. Albumet gavs ut 22 maj 2016.

## Låtlista
| 1.           | Encircled              | Martin Brändström     | 3:32  |
| 2.           | Atoma                  | Anders Jivarp         | 4:19  |
| 3.           | Forward Momentum       | Jivarp                | 3:40  |
| 4.           | Neutrality             | Jivarp                | 4:17  |
| 5.           | Force of Hand          | Jivarp, Niklas Sundin | 4:23  |
| 6.           | Faithless by Default   | Brändström, Sundin    | 4:30  |
| 7.           | The Pitiless           | Jivarp                | 4:08  |
| 8.           | Our Proof of Life      | Sundin                | 4:22  |
| 9.           | Clearing Skies         | Brändström            | 3:33  |
| 10.          | When the World Screams | Jivarp                | 3:57  |
| 11.          | Merciless Fate         | Brändström            | 4:22  |
| 12.          | Caves and Embers       | Sundin                | 4:30  |
| Total längd: | Total längd:           | Total längd:          | 49:33 |

| 1.           | The Absolute                                                           | Jivarp       | 5:15  |
| 2.           | Time Out of Place                                                      | Jivarp       | 3:39  |
| 3.           | Reconstruction Time Again (Instrumental, bonusspår på japansk upplaga) | Brändström   | 9:15  |
| Total längd: | Total längd:                                                           | Total längd: | 18:09 |

## Banduppsättning
- Mikael Stanne - sång
- Niklas Sundin - gitarr
- Anders Iwers - bas
- Anders Jivarp - trummor
- Martin Brändström - keyboard